# Processing
Processing是一种开源编程语言，专门为电子艺术和视觉交互设计而创建，其目的是通过可视化的方式辅助编程教学，并在此基础之上表达数字创意。Processing也指Processing语言的集成开发环境(IDE)。2001年，MIT媒体实验室的 Casey Reas 和 Benjamin Fry 发起了此计划。其固定目标之一便是作为一个有效的工具，通过激励性的可视化反馈帮助非程序员进行编程的入门学习。Processing语言建立在Java语言的基础之上，但使用简化的语法和图形编程模型。此外也有以Processing為基礎，但使用Javascript做框架的P5.js。。

## 例子
最简单的"Hello World"程序的Processing可能版本是：
```
// This prints "Hello World." to the IDE console.

println
(
"Hello World."
);

```

由于Processing的面向视觉本质，下面的代码是这个语言的感观的更高的例子：
```
// Hello mouse.

void
 
setup
()
 
{

  
size
(
400
,
 
400
);

  
stroke
(
255
);

  
background
(
192
,
 
64
,
 
0
);

}

void
 
draw
()
 
{

  
line
(
150
,
 
25
,
 
mouseX
,
 
mouseY
);

}

```